# František Jungman
František Jungman, též František Jungmann (28. března 1908 Beroun – 8. února 1968 Praha), byl český a československý politik a člen Komunistické strany Československa, za kterou byl po roce 1945 poslancem Prozatímního Národního shromáždění.

## Biografie
Působil jako umělecký překladatel a knihovník. Byl vzdáleným příbuzným Josefa Jungmanna. Absolvoval Filozofickou fakultu UK Praha. V meziválečné době byl členem výboru Levá fronta. Po roce 1938 odešel do ilegality. Podílel se na sborníku Národní čítanka. V roce 1945 se zúčastnil protinacistického povstání. Pak pracoval v odborech, byl tajemníkem Socialistické akademie. Od roku 1952 pracoval jako podnikový náměstek n. p. Kniha. Byl rovněž knihovníkem Univerzity Karlovy v Praze a v okresní knihovně v Pardubicích. Překládal díla zahraničních literátů.
V letech 1945–1946 byl poslancem Prozatímního Národního shromáždění za KSČ, respektive za Ústřední radu odborů. Mandát zastával do parlamentních voleb v roce 1946.